# Allison Tranquilli
Allison Petra Cook, coniugata Tranquilli (Melbourne, 12 agosto 1972), è un'ex cestista australiana.

## Carriera
Con l'Australia ha disputato due edizioni dei Giochi olimpici (Atlanta 1996, Atene 2004) e tre dei Campionati mondiali (1994, 1998, 2002).